# André Amar
Pour les articles homonymes, voir Amar.
André Amar, né le 10 février 1908 et mort le 8 avril 1990, est un banquier, homme de lettres d'origine juive, qui sera résistant pendant la guerre et déporté dans le dernier convoi, dont il réussit à s'évader. Après-guerre, il a également des activités d'enseignement.

## Biographie

### Jeunesse et études
André Amar est issu d’une famille juive de banquiers originaire de Salonique. Son père est le banquier salonicien Saül Amar.
Il est reçu à l'École normale supérieure de la rue d'Ulm en 1929. 
Il épouse Jacqueline Mesnil-Amar le 9 février 1930 à la Grande synagogue de Paris. 

### Parcours professionnel
Il devient fondé de pouvoir de la banque familiale. Le père de Jacqueline, le financier Jules Perquel, est le propriétaire du journal Le Capital. Les deux époux ont une fille, Sylvie Jessua-Amar, en 1934, qui dirigera plus tard une édition de leurs textes.
En 1942, André Amar entre en résistance et rejoint l'Organisation juive de combat ; il est chef de la section parisienne.
« 18 juillet 1944, rue de Seine, 23 heures - André n'est pas rentré cette nuit. » Ainsi débute le  Journal des temps tragiques écrit par Jacqueline entre ce 18 juillet et le 25 août 1944. Ce journal constitue la première partie de son livre Ceux qui ne dormaient pas publié en 1957 et réédité en 2009. Ce 18 juillet 1944, André est arrêté rue Erlanger dans le 16e arrondissement de Paris par la Gestapo avec certains de ses camarades, dont son ami César Chamay, Max Windmüller et d'autres membres importants de la résistance juive comme Henri Pohoryles, Ernest Appenzeller et Maurice Loebenberg, alors qu'ils attendaient des agents anglais. Il est torturé, incarcéré à Fresne puis a Drancy et est déporté vers Buchenwald dans le dernier wagon qui part de France pour les camps le 17 août. Ce convoi (le No 79), organisé par l'officier SS Alois Brunner, comporte un wagon avec cinquante et un déportés, dont des cousins de la famille Rothschild et l'avionneur Marcel Bloch (Marcel Dassault). L'épisode est raconté par Jean-François Chaigneau dans son livre Le dernier wagon publié en 1982. La quatrième nuit entre minuit et une heure du matin, à Morcourt près de Saint-Quentin, il réussit à s'évader, en sciant les barreaux de la lucarne, avec treize autres personnes,, dont René Kapel et  Jacques Lazarus, et avec son ami César regagne à pied et sous la pluie Paris tout juste libéré le 25 août.
La grand-mère et les parents d'André Amar sont déportés un 23 novembre et périssent à Auschwitz. Son frère cadet, Emmanuel, marié à Suzie, petite nièce du Capitaine Dreyfus, est arrêté à Lyon en janvier 1944 lors d'une rafle, interné à Drancy puis déporté en haute Silésie où il meurt en avril 1944.
Les évadés du groupe d'André Amar décident de créer le Service Central des Déportés Israélites (SCDI), afin de centraliser toutes les informations que l'on pourrait obtenir sur les déportés et leurs familles.  Jacques Lazarus est secrétaire général du SCDI. Des bureaux de la banque Amar, boulevard Haussmann, sont mis à disposition par André Amar. Un bulletin mensuel est édité sous la direction de  Jacqueline Mesnil-Amar. Elle y publie des textes dont une sélection constitue la deuxième partie de son livre, partie intitulée Des temps tragiques aux temps difficiles, dans lesquelles elle évoque en particulier les témoignages des déportés de retour à Paris, accueillis à l'Hôtel Lutetia réquisitionné.
Après la guerre, André Amar est également professeur d'histoire des idées à l'Institut d'études politiques de Paris ainsi qu'à l'Institut d'études politiques de Grenoble (1945-1973).
Le livre de Laurence Varaut Marie Skobtsov, sainte orthodoxe victime du nazisme (Salvator 2014) est dédié "A la mémoire d'André Amar".

## Pensée
Dans les années 1950, il publie deux articles dans la Revue française de psychanalyse. Dans son Essai psychanalytique sur l'argent, André Amar analyse « un phénomène humain : l'argent ». « L'acte d'argent n'a lieu que dans l'agressivité ». L'argent est une force qui s'écoule dans les mécanismes économiques. Et "l'argent est affecté du signe de la dette". Pour lui, capitalisme et endettement vont de pair. Amar montre que "l'histoire capitaliste est calquée sur le mythe théologique". La pensée européenne s'affranchit du religieux, mais les structures psychiques de la religion ne disparaissent pas mais sont réinvesties par le système économique : le mythe du progrès se substitue au mythe du salut. L'argent glisse progressivement vers l'abstraction jusqu'à ce que le monde de l'argent finisse dans l'absurde. Dans une crise économique, le lien social faiblit. "Le chômage en est la dissolution." Pour survivre la société bourgeoise doit maintenir le processus de l'argent, mais "le Débiteur ne pourra jamais payer le Créancier". L'économie est irrationnelle. Elle a investi les structures psychiques de la religion : culpabilité, reniement, repentirs... "Et le sang sera le prix d'une dette que ne peuvent plus payer ni l'offrande, ni l'argent" conclut André Amar.[Interprétation personnelle ?]
Dans les années 1960, il publie abondamment dans la revue Planète.
En 1973, il publie le texte La croissance et le problème moral dans le numéro 52 des cahiers de la Nef intitulé « Les objecteurs de croissance - prospérité, oui... mais à  quel prix ? », dans lequel sont également publiés Jacques Attali, Jean-Pierre Chevènement, René Dumont, Michel Rocard... Dans ce texte, André Amar s'interroge sur la croissance économique. Pour lui, "la croissance est croissance de l'agressivité. Ainsi se trouve posé le problème moral." Il montre ensuite comment chacune des morales grecque, juive et chrétienne, posent des limites à l'agressivité de l'homme. Que s'est-il passé dans la pensée européenne pour que la croissance prenne une figure morale et devienne une espérance ? En convoquant Nietzsche et Heidegger, il énonce alors que la pensée occidentale s'est à partir des XVe – XVIe siècles progressivement détournée du sacré, ce que l'on appelle "la mort de Dieu". La loi morale qui avait valeur de certitude objective glisse progressivement dans la subjectivité et devient une affaire privée. La certitude objective est désormais l'apanage de la recherche scientifique, qui devient une production intellectuelle et se prolonge dans la production industrielle. "C'est cela la croissance". André Amar pose alors le problème écologique. Un désarmement économique est-il possible ? Est-il trop tard ? La pensée moderne peut-elle se réformer pour "dominer la science" ? "Toute pensée profonde tend vers l'Esprit". André Amar croit à un retour du sacré : "la pensée de l'avenir sera mystique". Le jour où l'on dira que "la Loi existe de toute éternité".[Interprétation personnelle ?]

En 1977, il publie Moi͏̈se ou le Peuple séparé aux Éditions du Rocher. 

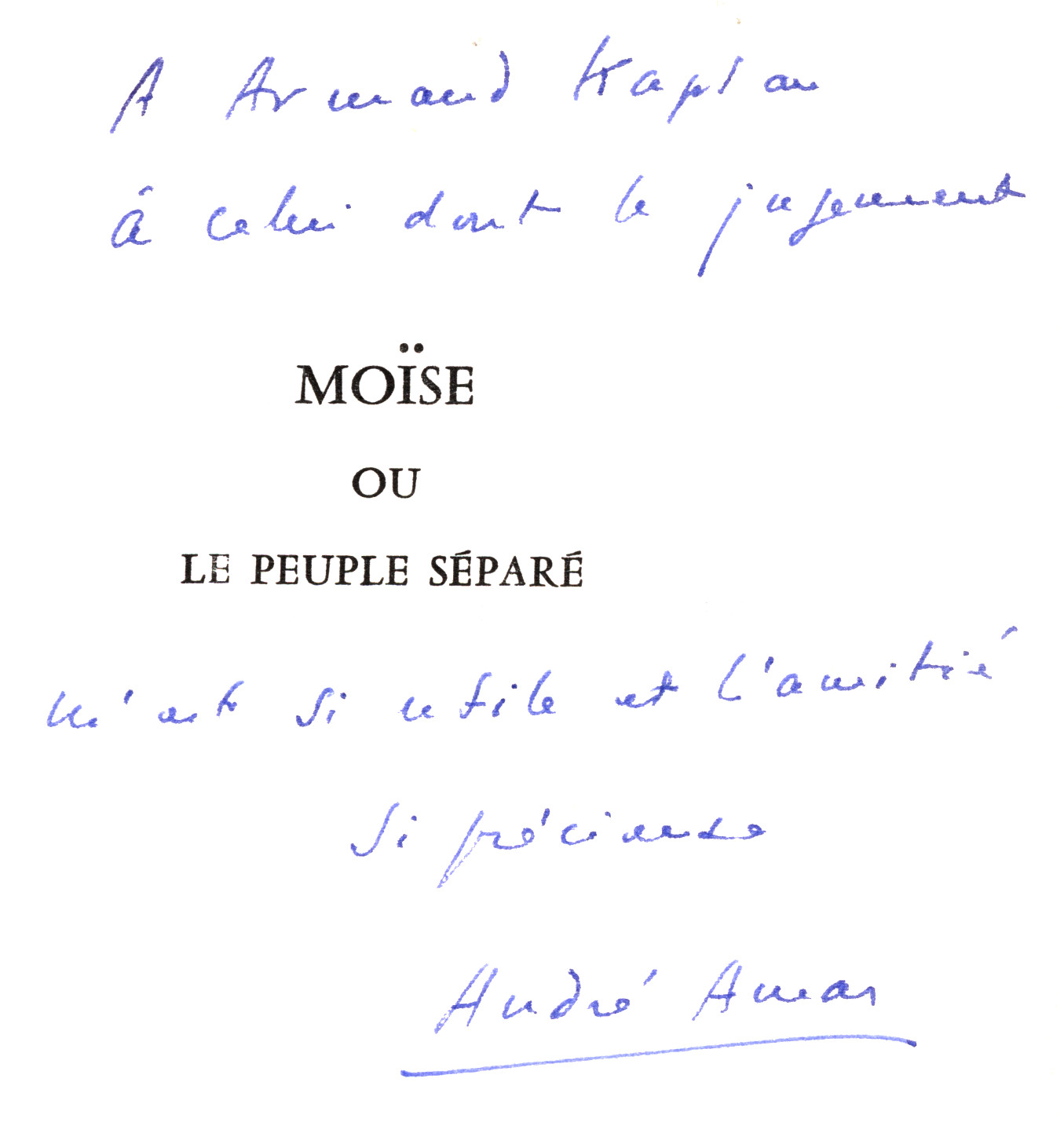
"Moïse ou le peuple séparé" (1977), dédicacé par l'auteur, André Amar.

## Œuvres
- "A propos de l'Ecole d'administration: les concours d'Etat et la culture", La Revue hebdomadaire, no 47, p. 175-185, février 1938.
- André Amar, François Le Grix, "Lettres sur l'antisémitisme", La Revue hebdomadaire, p. 461-473, juin 1938.
- "Introduction à la socio-analyse,"  Revue Française de Psychanalyse, vol. 14, no 2, p. 151, 1950.
- "Alain, professeur," Les Cahiers de l'Alliance Israélite Universelle : paix et droit, no 86, octobre 1954.
- "Essai psychanalytique sur l’argent," Revue Française de Psychanalyse, vol. 20, no 3, 1956.
- La pensée planétaire, qu'est-ce que c'est ?, Planète no 22, mai/juin 1965.
- Les deux pôles de la science contemporaine, Science et l'enseignement des sciences no 36, 1965.
- Pourquoi la philosophie ?, Planète no 31, 1966.
- L’Europe a fait le monde - Une histoire de la pensée européenne, Présence Planète, 1966.
- Machines, publicités, drogues… L’homme artificiel cède la place à l’homme naturel, Planète no 31, novembre-décembre 1966,  p. 182-183.
- Pour comprendre le structuralisme, Planète no 37, 1967.
- Qu’est-ce que la politique-fiction ?, débat avec J. Bergier, R. Merle, H. Viard, B. Thomas, B. de Jouvenel, Planète no 41, 1968.
- "La croissance et le problème moral," Les cahiers de la Nef, Les Objecteurs de croissance - prospérité, oui... mais à quel prix, 1973.
- Moi͏̈se ou le Peuple séparé, Editions du Rocher, 1977,  (ISBN 978-2-268000-11-4).
- Jacqueline Mesnil-Amar, André Amar, Parcours d'écriture - deux figures du judaïsme français d'après-guerre, édité par Michèle Bitton et Sylvie Jessua-Amar, Alliance Israélite Universelle, 2005,  (ISBN 978-2-902969-95-1).